# Burbank (Ohio)
Pour les articles homonymes, voir Burbank.
Burbank est un village américain situé dans le comté de Wayne, dans l'Ohio. Selon le recensement de 2010, sa population est de 207 habitants.